# Lechiti
I lechiti (in polacco: Lechici) sono una tribù di slavi occidentali la cui caratteristica comune era l'utilizzo delle lingue lechitiche.
- Gruppo delle lingue lechitiche
  - Polacchi
    - Masoviani
    - Polani
    - Vistolani
    - Lendiani

  - Slesiani
  - Pomerani
    - Casciubi
    - Slovinzi

  - Polabi
    - Obodriti/Abodriti
    - Veleti
    - Volini (Velunzani)
    - Pyritzani (Prissani)